# Бархатов Анатолій Миколайович
Анатолій Миколайович Бархатов (нар. 1 січня 1951) — український радянський діяч, механізатор колгоспу «Россия» Красногвардійського району Кримської області. Депутат Верховної Ради СРСР 11-го скликання (у 1988—1989 роках).

## Біографія
Освіта середня.
У 1980-х роках — механізатор, ланковий механізованої ланки колгоспу «Россия» села Восход Красногвардійського району Кримської області.
Потім — на пенсії у селі Чапаєве (Нейшпроцунг) Красногвардійського (Курманського) району Автономної Республіки Крим.

## Нагороди
- лауреат Державної премії СРСР (1982)